# Зеленградски манастир
Зеленградският манастир „Свети Спиридон“ (на македонска литературна норма: Зеленградски манастир „Свети Спиридон“) е православен женски манастир в пробищипското село Зеленград, Република Македония, част от Злетовската парохия в Щипското архиерейско наместничество на Брегалнишката епархия на Македонската православна църква – Охридска архиепископия. Разположен е близо до Зеленград и на седем километра от Злетово, на Злетовската река. Метох е на Лесновския манастир.
Манастирът за пръв път се споменава в лесновски типик в XIII век. За манастира се знае много малко, защото няма запазени писмени документи. По време на Втората световна война е изцяло изоставен. При изграждането си в XII – XIII век е мъжки манастир, но след разрушаването му от турците и възобновяването му в периода 2006 – 2007 година, става женски. Храмът в манастира е изписан от Драган Ристески от Охрид и Лазар Лечич от Войводина в 2006 година. В 2008 година към манастира е построен владишкият конак.

## Галерия
- Общ изглед към католикона
- Успение Богородично от католикона „Свети Спиридон“
- Входната врата на католикона